# Henry Taylor
 Henry Taylor  va ser un pilot de curses automobilístiques britànic que va arribar a disputar curses de Fórmula 1.
Henry Taylor va néixer el 16 de desembre del 1932 a Shefford, Bedfordshire, Anglaterra.

## A la F1
Va debutar a la cinquena cursa de la temporada 1959 (la desena temporada de la història) del campionat del món de la Fórmula 1, disputant el 18 de juliol del 1959 el GP de la Gran Bretanya al Circuit d'Aintree.
Henry Taylor va participar en un total d'onze proves puntuables pel campionat de la F1, disputades en tres temporades diferents (1959 - 1961), aconseguint finalitzar quart en una cursa i assolí tres punts pel campionat del món de pilots.

## Resultats a la Fórmula 1
| Any  | Equip                     | Xassís      | Motor  | 1       | 2   | 3       | 4      | 5       | 6     | 7      | 8       | 9   | 10     | Posició | Punts |
| ---- | ------------------------- | ----------- | ------ | ------- | --- | ------- | ------ | ------- | ----- | ------ | ------- | --- | ------ | ------- | ----- |
| 1959 | Alan Brown Equipe         | Cooper (F2) | Climax | MON     | 500 | HOL     | FRA    | GBR 11  | ALE   | POR    | ITA     | USA |        | -       | 0     |
| 1960 | Yeoman Credit Racing Team | Cooper      | Climax | ARG     | MON | 500     | HOL 7  | BEL     | FRA 4 | GBR 8  | POR NVS | ITA | USA 14 | 22è     | 3     |
| 1961 | UDT Laystall Racing Team  | Lotus       | Climax | MON NVQ | HOL |         |        |         |       |        |         |     |        | -       | 0     |
| 1961 | UDT Laystall Racing Team  | Lotus       | Climax |         |     | BEL NVS | FRA 10 | GBR Ret | ALE   | ITA 11 | USA     |     |        | -       | 0     |

### Resum
| Curses: | Victòries: | Pòdiums: | Poles: | Voltes ràpides: | Punts: |
| ------- | ---------- | -------- | ------ | --------------- | ------ |
| 11      | 0          | 0        | 0      | 0               | 3      |